# Andrea Pagnossin
Andrea Pagnossin (Treviso, 1576 circa – 1642 circa) è stato un architetto italiano.
Le notizie sull'esistenza e sull'attività di questo architetto sono state fornite esclusivamente da Domenico Maria Federici, studioso non sempre affidabile, a cui si è riferita gran parte della storiografia artistica successiva.
La tradizione attribuisce a Pagnossin il progetto di villa Sandi, ora Cassis, a Crocetta del Montello, delle barchesse di villa Albrizzi Franchetti a Preganziol, di villa de Reali, ora Canossa, a Casier, di palazzo Dolfin a Treviso; il rifacimento della chiesa di Sant'Agnese a Treviso e del palagio Onigo a Trevignano ed altre ville del Trevigiano.
L'esistenza di un architetto che ebbe tale nome è stata confutata da alcuni tesi di laurea; il dato sembra essere definitivamente confermato dal rinvenimento di alcune fonti documentali che attribuiscono con certezza la costruzione di villa Sandi (l'opera più rilevante attribuita a Pagnossin) a esperti mastri muratori trevigiani e feltrini assistiti dalla progettazione di Andrea Cominelli, nell'arco temporale che va dal 1675 al 1685.